# Amata fruhstorferi
Amata fruhstorferi là một loài bướm đêm thuộc phân họ Arctiinae, họ Erebidae.